# Arquitectura modernista del Bajo Aragón

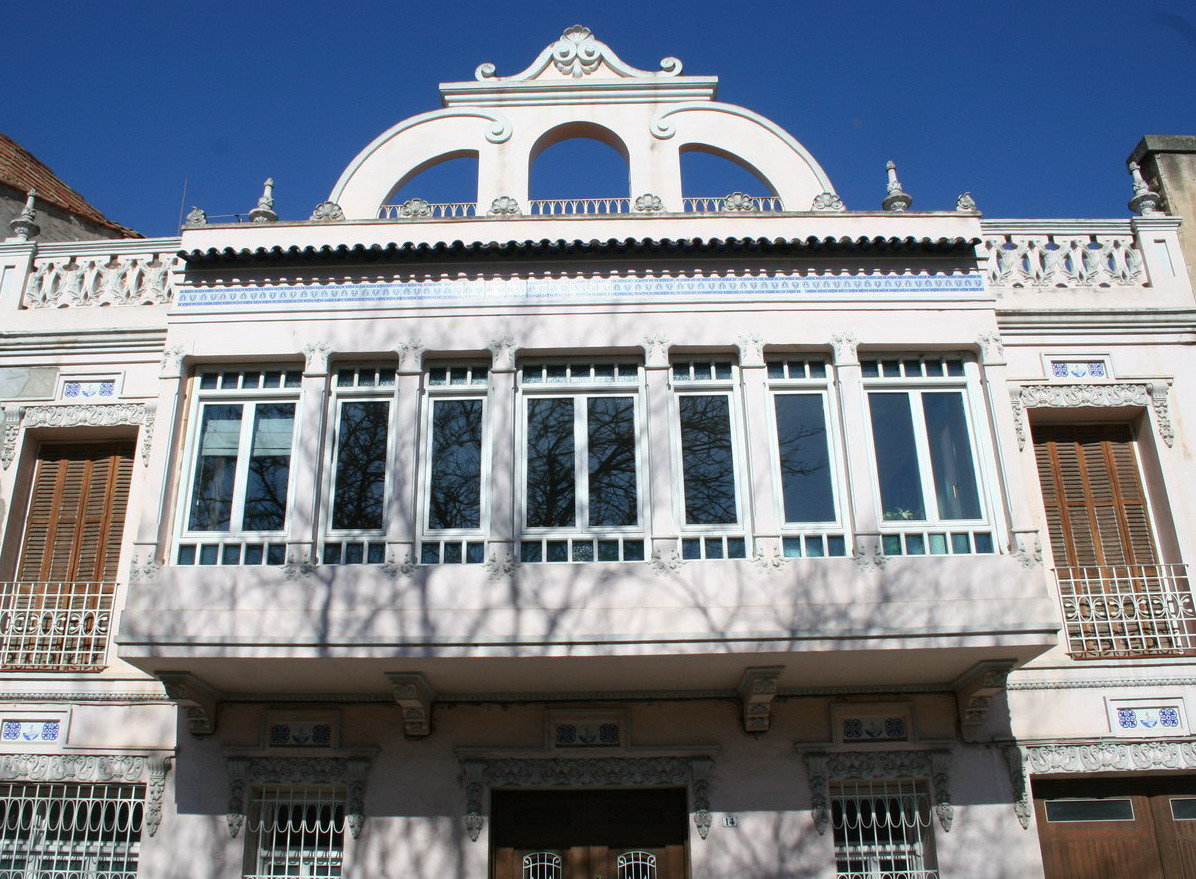
Casa modernista. Paseo Andrade, 14 (Alcañiz)

Durante las primeras décadas del siglo XX, la comarca del Bajo Aragón (Provincia de Teruel, España) va a recibir los ‘nuevos aires’ del modernismo. Periodo en el que convive con los historicismos y eclecticismos de tradición decimonónica. Son características sus formas orgánicas y ondulantes, los motivos decorativos vegetales y la clara influencia del ‘estilo floral’ del modernismo catalán.

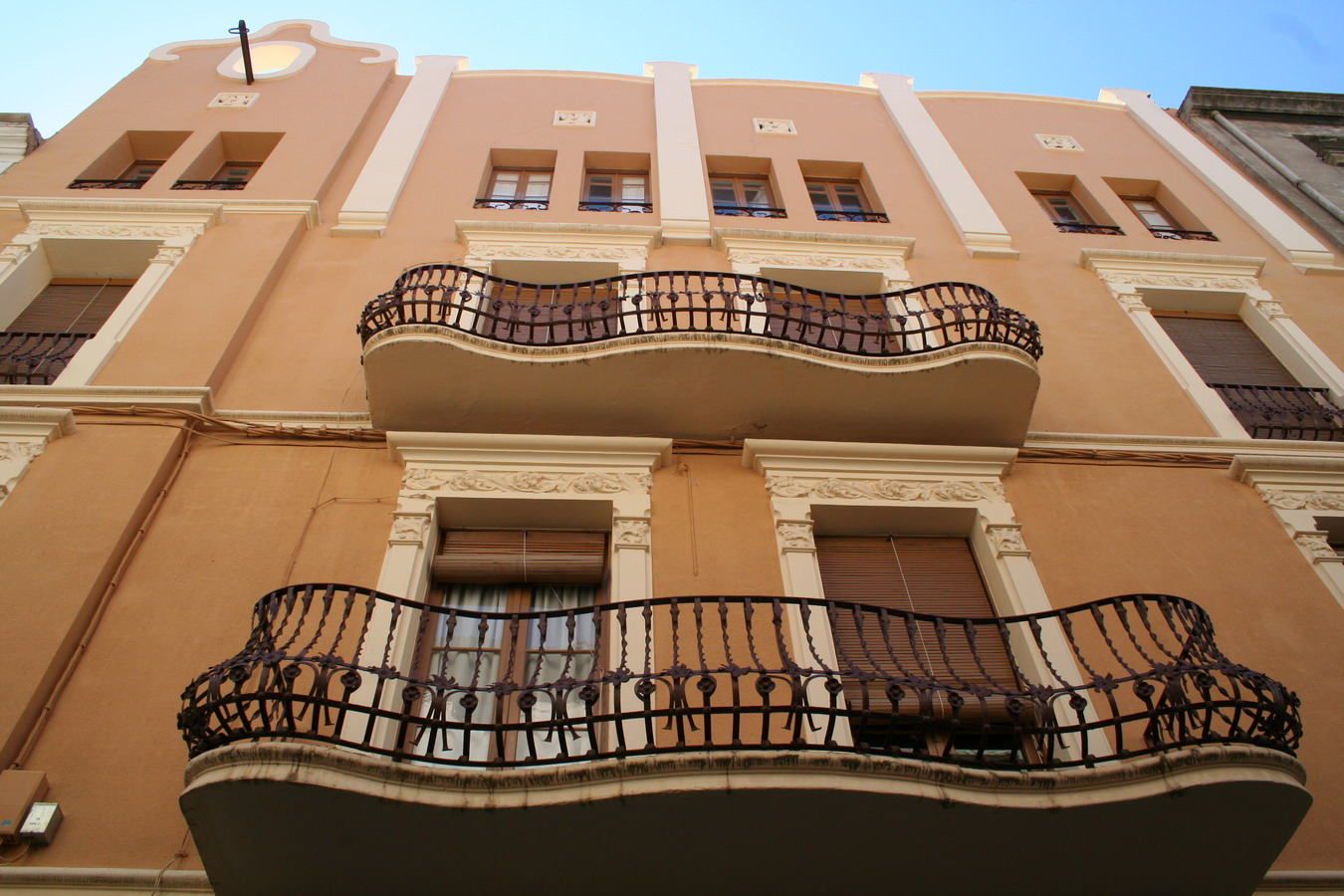
Casa modernista - Casa Taboada (Alcañiz)

La arquitectura modernista es, básicamente, un fenómeno urbano, vinculado a aquellos lugares en que existía una burguesía acomodada, por lo que es lógico que en el Bajo Aragón la población que conserve más edificios modernistas sea la de Alcañiz. De todos modos, en las construcciones alcañizanas de este periodo –primeras décadas del siglo XX- tiene un gran peso la tradición de la arquitectura popular. Por lo que en muchos casos, el nuevo lenguaje artístico se limita a determinados elementos como obras de rejería, sencillos motivos decorativos vegetales aplicados a sus fachadas, o balcones de planta sinuosa. 

## Ejemplos
Entre los edificios modernistas de Alcañiz destacan los correspondientes a los números 14 y 15 del Paseo Andrade, y el construido por Eduardo Jesús Taboada en el número 14 de la calle Alejandre. 
La casa modernista ubicada en el número 14 del Paseo Andrade presenta las características propias de la estética modernista unidas a pinceladas o influencias levantinas. La aplicación de numerosos elementos cerámicos (tanto en el exterior como en el interior), la abundancia de decoración vegetal y el perfil sinuoso de su remate son característicos de la arquitectura modernista. La estética levantina se manifiesta en sus rejas, en el diseño de su puerta principal y, de nuevo, en los elementos cerámicos. En su interior presenta una bella escalera y un interesante zócalo de cerámica de Manises. 
Esta casa se construyó en 1925 y se diseñó por su propietario, el ingeniero Vicente Gimeno. Se concibió y sigue usándose como vivienda unifamiliar. El origen valenciano de su esposa explica las importantes y ya mencionadas influencias levantinas que en ella se observan. 
El edificio ubicado en el número 15 del Paseo de Andrade se construyó a principios del siglo XX y también es de estilo modernista. Está estructurado en dos plantas, con un cuerpo central y dos laterales. El protagonismo de toda la fachada recae en su cuerpo central: enmarcado por hiladas de sillares, con un óculo central y rematado por un pequeño frontón con perfil curvo, flanqueado por ‘jarrones’ de forma esférica. 
Otro interesante ejemplo de la arquitectura modernista en Alcañiz lo representa la Casa Taboada. Edificio ubicado en la calle Alejandre número 14, profundamente reformado por iniciativa del notario e historiador Eduardo Jesús Taboada Cabañero (1865-1938). En 1912 las obras de remodelación de este edificio ya estaban concluidas, pues en dicho año se inició la actividad comercial en la ferretería que se alojaba en su planta baja. En cuanto al arquitecto responsable de su diseño, en este momento sólo se cuenta con el testimonio oral de los descendientes del señor Taboada y de él únicamente recuerdan que procedía de Cataluña. Este último dato quedaría confirmado o, por lo menos, reforzado, por el sello que marca la procedencia barcelonesa del pilar de hierro fundido localizado en la fachada y del conservado en su interior. A ello se une, desde luego, la tradicional conexión de esta población con la zona del levante.
La fachada principal muestra varios elementos de estética modernista: su sinuoso cuerpo de remate, decorado con un gran motivo de forma oval; las formas también ondulantes de la planta o perfil del voladizo de sus balcones; las barandillas de forja decoradas con sencillos motivos florales; y los motivos decorativos de temática vegetal que enmarcan sus vanos. También son interesantes los elementos florales que adornan su patio de entrada o vestíbulo.
En el Teatro de Alcañiz también influyó la estética modernista, fundamentalmente, en su decoración interior (como, por ejemplo, en las barandillas de sus palcos) y en espacios concretos, como en la llamada ‘sala de las palmeras’. Esta influencia es lógica dado el origen social de sus impulsores: la pequeña burguesía local representada por la Sociedad Liceo de la Unión. De todos modos, el momento de su construcción (finales del siglo XIX) no favoreció el que este edificio aceptase plenamente el nuevo estilo, ya que el modernismo aragonés tiene una cronología relativamente tardía, por lo que hay que esperar al siglo XX para ver sus primeras manifestaciones. Este teatro se inauguró el 15 de agosto de 1890 y su construcción fue dirigida por Alejandro Mendizábal, arquitecto e ingeniero zaragozano. En su construcción pesó más la tradición local y en su decoración se manifiesta un marcado eclecticismo.
También otros edificios alcañizanos incorporaron algún elemento próximo a la estética modernista, con la aplicación en sus fachadas de elementos decorativos vegetales o de forja, como los situados en la calle Blasco número 3 y en el Muro de Santiago número 3. También tenían interés las barandillas de dos edificios gemelos localizados al inicio del Paseo Andrade que se demolieron recientemente. Todos estos elementos deben interpretarse únicamente como ecos de la estética modernista.
Como ya se ha indicado, el modernismo fue fundamentalmente un fenómeno urbano, asociado a aquellas poblaciones con una burguesía influyente. Por ello en esta comarca se manifiesta fundamentalmente, aunque con cierta timidez, en Alcañiz. De todos modos, el hecho de que los edificios modernistas sean consecuencia de iniciativas puntuales de particulares, con suficientes recursos económicos como para costear los correspondientes encargos y que su construcción fuese utilizada como signo de distinción social, posibilita que en algún caso, como ocurre con la casa Buñuel de Calanda, se construyan en poblaciones relativamente pequeñas. Este edificio fue mandado construir, en la plaza principal de la población, por el padre del cineasta Luis Buñuel, a su regreso de Cuba, donde consiguió ‘hacer fortuna’. Se llevó a cabo en 1900 por el afamado arquitecto aragonés Ricardo Magdalena Tabuenca. En él se manifiesta cómo el modernismo se introdujo progresivamente en la arquitectura aragonesa a través de la asociación con la arquitectura más tradicional y ecléctica. En él conviven el eclecticismo de su exterior con el marcado modernismo de su interior, reflejado en una cancela y diversos elementos de hierro forjado, en la pintura mural decorativa de su salón principal con motivos geométricos y florales, o en las formas sinuosas de sus chimeneas y mobiliario.

## Fuente bibliográfica
- HERNÁNDEZ MARTÍNEZ, Ascensión (1999). «La casa de D. Luis Manuel Buñuel en Calanda y su relación con la arquitectura de Ricardo Magdalena». La Historia Local en la España Contemporánea. Estudios y reflexiones desde Aragón, [actas del I Congreso de Historia Local de Aragón, Mas de las Matas (Teruel), del 3 al 5 de julio de 1997]. Zaragoza / Barcelona: Universidad de Zaragoza / L´Avenç, pp. 305-311. ISBN 84-88839-10-3.
- POBLADOR MUGA, María Pilar (1999). «La arquitectura modernista en Alcañiz: La casa Taboada». La Historia Local en la España Contemporánea. Estudios y reflexiones desde Aragón, [actas del I Congreso de Historia Local de Aragón, Mas de las Matas (Teruel), del 3 al 5 de julio de 1997]. Zaragoza / Barcelona: Universidad de Zaragoza / L´Avenç, pp. 451-465. ISBN 84-88839-10-3.
- THOMSON LLISTERRI, Teresa (2005). «El Modernismo en el Bajo Aragón». Comarca del Bajo Aragón, (coord.) José Ignacio Micolau Adell y Teresa Thomson Llisterri. Zaragoza: Gobierno de Aragón,  Colección Territorio, núm. 18, pp. 171-173. ISBN 84-7753-391-1.